# Nejvyšší dvorský komorník
Nejvyšší dvorský komorník, případně nejvyšší komorník nebo nejvyšší komoří (německy oberster Hofkämmerer, Obersthofkämmerer nebo Oberstkämmerrer, latinsky cubiculariorum magister) byl dvorský, nikoliv zemský úřad, který původně spravoval knížecí nebo královské šaty, skvosty a hotové peníze. Spolu s nejvyšším hofmistrem, nejvyšším šenkem (číšníkem) a nejvyšším štolbou (štolmistrem) měl na panovnickém dvoře klíčovou roli. 
Následující seznamy nemusí být úplné.

## Nejvyšší císařský komorník
Nejvyšší císařský komorník (kaiserlicher Oberstkämmerrer) zaujímal v hierarchii císařského dvora druhé místo hned po nejvyšším hofmistrovi. Jeho hlavním úkolem byla péče o osobní potřeby panovníka. Dbal o počet komorníků a zodpovídal za jejich spolehlivost. Odznakem komorníků byly (zlaté) klíče, ty jim nejvyšší komorník uděloval, ale i odebíral. Kolem roku 1700 bylo takovýchto klíčů na císařském dvoře kolem tří set. Přístup k panovníkovi byl samozřejmě omezený, skuteční komorníci pohybující se kolem panovníka museli střežit panovnické tajemství a tím posilovali sakralitu majestátu. Kromě osobních služebníků, tedy komorníků dohlížel také nad lékaři, klenotnicí, ubytovacími prostorami paláce a jeho hmotným vybavením. V 19. století pod nejvyššího komorníka na habsburském dvoře příslušela správa domácího pokladu (klenotnice), umělecko-historické sbírky a sbírky mincí, Přírodovědněhistorické muzeum, c. a k. ředitelství c. k. dvorské knihovny a jednotlivé soukromé knihovny Habsburků.
Úřad nejvyššího císařského komorníka zastávali:
- 1527–1551 Mikuláš ze Salmu
- 1551 (1553 ?) – 1558 Martín de Guzmán († po 1564) – u Ferdinanda I.
- 1563 (?) Cyprián z Archu (Arco)
- 1564 (?) Leonhard z Harrachu
- 1564 (?) – 1575 Adam z Ditrichštejna
- 1575[6] nebo 1576 (prosinec)[zdroj?] – podzim 1600[6] nebo 1587[zdroj?] Wolfgang Rumpf z Wielrossu (Wuelrossu), korutanský šlechtic
- 1600 jako zástupce, podzim 1600–1603 Petr Mollart z Mollartu († 1603)[6]
- ? Karel z Lichtenštejna
- 1600 (před říjnem)[zdroj?]; po sesazení Karla I. z Lichtenštejna do 1606[7] Bedřich z Fürstenbergu (1563–1618)
- 1604–1606 Vilém Slavata z Chlumu a Košumberka (1. 12. 1572 Čestín – 19. 1. 1652 Vídeň) [8]
- 1606[9] (1. 5.) – 1612 (20. leden ?) Oldřich Desiderius Pruskovský z Pruskova (1570 – 16. 2. 1618)[8]
- 1612 Maxmilián z Trauttmansdorffu
- 1612–1619 (20. březen ?) Leonard Helfried z Meggau (1577 Kreuzen – 23. 4. 1644 Greinburg)
- 1619–? Baltazar z Thannhausenu
- 1627/1628–1635 (15. 2.) Jan Jakub Kiesel (Khiesl) z Gottschee
- 1635 (1. 7.) nebo 1637[10] – 1651 (17. 1.) nebo 1650 (únor ?)[10] Jan Rudolf Puchheim (kolem 1600 – 17. 1. 1651 Vídeň)
- 1652 (1650[10])–1655 Maxmilián z Valdštejna († 1655)
- 1655–1661 (1657 ?[10]) Hannibal Gonzaga (1602–1668)[11]
- 1657 (?)–1661 Jan Ferdinand Porcia, správce úřadu[10]
- 1661 (27. 4.) – 1675 (28. 6.) Jan Maxmilián z Lambergu (23./28. listopadu 1608 Brno – 12./15. prosince 1682 Vídeň)[11]
- 1675 (3. 7.) – 1690 (25. 1.) Gundakar z Ditrichštejna (9. 12. 1623 – 25. 1. 1690, Augsburg)[11]
- 1690 (25. 4.) – 1702 (11. 4.) Karel Ferdinand z Valdštejna (1634–1702)[11]
- 1702–1703 Jan Leopold z Trautsonu (1659–1724)
- 1703 (28. 6.) – 1705 (15. 6.) Jindřich František Mansfeld (1640–1715)[11]
- 1705 (15. 6.) – 1709 (29. 8.) Jan Leopold z Trautsonu (1659–1724)
- 1709 (3. 9.) – 1711 (1. 10.) Karel Arnošt z Valdštejna (4. května 1661 Dobrovice/Vídeň? – 7. ledna 1713 Vídeň)
- 1711 (1. 10.) – 1724 (4. 11.) Rudolf Zikmund Sinzendorf-Thannhausen (1670–1747)
- 1724 (5. 11.) – 1740 Jan Kašpar II. Cobenzl (1664–1742)
- 1741–1742 Ferdinand Leopold Herberstein (1695–1744)
- 1745 (nebo 1. 5. 1743[12])–1765 Jan Josef Khevenhüller-Metsch (3. 7. 1706 Vídeň – 18. 4. 1776 Vídeň)
- 1765–1769 Antonín Karel Salm-Reifferscheidt  (6. 2. 1720 Vídeň – 5. 4. 1769 Laeken (Brusel))
- 1770–1775 Jindřich Josef z Auerspergu (24. 6. 1697 Vídeň – 9. 2. 1783 Vídeň)
- 1775–1796 František Xaver Orsini-Rosenberg (1723–1796)
- 1796–1806 František de Paula Colloredo-Waldsee (1736–1806)
- 1806–1823 Rudolf Jan Bruntálský z Vrbna  (23. 7. 1761 Vídeň – 30. 1. 1823 Vídeň)
- 1824–1845 Jan Rudolf Černín z Chudenic (9. 6. 1757 Vídeň – 23. 4. 1845 Vídeň)
- 1845–1848 Mořic Jan z Ditrichštejna  (19. 2. 1775 Vídeň – 27. 8. 1864 Vídeň)
- 1849–1863 Karel Lanckoroński-Brzezie (1799–1863)
- 1863–1867 Vincenc Karel Auersperg (15. 7. 1812 Dornbach u Vídně – 7. 7. 1867 Hietzing)
- 1867–1884 František Folliot de Crenneville (1815–1888)
- 1884–1896 Ferdinand z Trauttmansdorff-Weinsbergu (27. 6. 1825 Vídeň – 12. 12. 1896 zámek Friedau bei St. Pölten)[13]
- 1897–1904 Hugo Abensperg-Traun (20. 9. 1828 Vídeň –  3. 8. 1904 Maissau, Dolní Rakousy)
- 1904–1913 Leopold Gudenus (15. 9. 1843 Mühlbach – 1. 10. 1913 Ulrichskirchen)
- 1913–1916 Karel Antonín Lanckoroński-Brzezie (1848–1933)
- 1916–1918 Leopold Berchtold (18. 4. 1863 Vídeň – 21. 11. 1942 Peresznye u Šoproně)

## Moravské markrabství
Od roku 1537 drželi úřad dědičného komorníka královského dvora (Erbkammeramt von Mähren) Žerotínové.
- 1537[14]–1560/1562 Karel ze Žerotína (1509 – 1560/1562)

## Dědičný říšský komoří
Dědičný říšský titul udělil markrabě braniborský hrabatům z Falkensteinu, od roku 1418 náležel titul hrabatům z Hohenzollernu (od roku 1576 hrabatům větve Hohenzollern-Sigmaringen, v roce 1623 se stali knížaty).

## Rakouské země

### Horní Rakousy
V roce 1535 udělil Ferdinand I. Habsburský úřad dědičného nejvyššího komorníka v Horních Rakousích (Oberst-Erblandkämmerer in Österreich ob der Enns / Oberösterreich) tajnému sekretáři císaře Karla V. Johannesu Fernbergerovi, který se tak stal nejvyšším knížecím úředníkem a vedoucím finanční správy v zemi. Záměrně byl upřednostněn katolík před představiteli hornorakouských stavů, kteří byli vesměs protestantského vyznání. Při dědičném holdování Leopoldu I. (vládl 1657–1705) v roce 1658 musel úřad vykonávat Achaz z Hohenfeldu, protože Fernbergerové mezitím také přestoupili na protestantismus. Ještě 13. července 1654 a 7. září 1665 však bylo léno se všemi právy a příslušenstvím Fernbergerům potvrzeno. V roce 1671 Fernbergerové vymřeli. Následující rok udělil císař Leopold I. úřád (léno) rodu hrabat, později knížat Lambergů (v jejich primogeniturní linii). Symbolem úřadu byl zlatý klíč, který byl bohatě osazený kameny.
- 1535–? Johannes Fernberger
- 1672–1682 Jan Maxmilián z Lambergu (23./28. listopadu 1608 Brno – 12./15. prosince 1682 Vídeň)
- 1705–1711 Leopold Matyáš z Lambergu (20. 2. 1667 Vídeň – 10. 3. 1711 Vídeň), 1. kníže
- 1711–1712 František Josef z Lambergu (28. 10. 1638 Vídeň – 2. 11. 1712 Steyr), 2. kníže
- 1712–1759 František Antonín z Lambergu (30. 9. 1678 Steyr – 23. 8. 1759 Vídeň), 3. kníže
- 1759–1797 Jan Nepomuk z Lambergu (24. 2. 1737 – 15. 12 1797), 4. kníže
- 1797–1831 Karel Evžen z Lambergu ( 1. 4. 1764 – 11. 5. 1831), 5. kníže
- ?–1862 Gustav Jáchym z Lambergu (21. 12. 1812 Salcburk – 3. 2. 1862 Mnichov), 6. kníže
- úřad později neudělen[17]

### Dolní Rakousy
V roce 1848 zastával úřad rod hrabat z Breuner-Enckevoirthu.
- ?–1813 Josef Breuner-Enckevoirth (1765–1813)
- 1813–1877 August Breuner-Enckevoirth (30. 6. 1796 Řezno – 24. 4. 1877 Obermais)
- 1877–1894 August Johann Breuner-Enckevoirth (1828–1894)

### Štýrsko
Úřad dědičného zemského komorníka (Erblandkämmerer) zastávali páni z Liechtensteinu zu Murau (1298–1622; 1200: Dietmar camerarius de L., dědičné léno 10. listopadu 1525), knížata z Eggenbergu (1622–1717, vymřeli), hrabata z Wildensteinu (13. září 1717‒1824, vymřeli), hrabata z Attemsu (1848).

### Korutany
V roce 1848 zastával úřad rod hrabat z Herbersteinu.

### Kraňsko a vindická marka
V roce 1463 (nebo už 1407) získali dědičně hodnost nejvyššího komorníka (Oberst-Erbland-Kämmerer) a zároveň zemského maršálka Kraňska Auerspergové. Úřad zastávali i v roce 1848.
- 1463–1466 Engelhart I. (1404–1466)

### Tyrolsko
V roce 1848 zastával úřad rod svobodných pánů z Clesu.

### Gorice a Gradiška
V roce 1848 zastával úřad rod hrabat Breuneru.

### Salcbursko
Po roce 1815 nebylo léno znovu uděleno.

## Uherské království
(latinsky magister cubiculariorum/cubiculorum, německy Oberstkämmerer)
- 1519–1527 Imrich Országh[21]
- 1527–1545 Kašpar Horváth de Wingarth[21]
- 1545–1550 Mikuláš ze Salm-Neuburgu[21]
- 1550–1561 Petr de Macedonia[21]
- 1561–1577 Jan Petheö de Gerse[21]
- 1578–1581 Imrich Czobor de Szent Mihály[21]
- 1581–1600 Mikuláš Pállfy z Erdödu[21]
- 1601–1610 Jan Drasskovich[21]
- 1610–1621 Ondřej Dóczy de Nagy Luche[21]
- 1622–1625 Jiří Sechy[21]
- 1625–1633 Pavel Nádasdy[21]
- 1633–1635 Mikuláš Forgách[21]
- 1635–1646 Jan Pállfy z Erdödu[21]
- 1646–1662 Jiří Erdödy[21]
- 1662–1679 Mikuláš Pállfy z Erdödu[21]
- 1679–1691 Jiří Erdödy[21]
- 1691–1693 František Kery[21]
- 1693–1705 Mikuláš Pállfy z Erdödu[21]
- 1705–1731 Jan Drasskovich[21]
- 1732–1741 Karel Zichy[21]
- 1741–1762 Pavel Eszterházy[21]
- 1762–1765 Mikuláš Eszterházy[21]
- 1765–1771 František Eszterházy[21]
- 1771–1773 Leopold Pállfy[21]
- 1773–1789 Jan Erdödy[21]
- 1789–1795 Josef Majláth[21]
- 1795–1799 Josef Csáky[21]
- 1799–1820 František Széchényi[21]
- 1825–1847 Michal Nádasdy[21]
- 1847–1848 František Nádasdy[21]
- (určitě 1866, 1868) Jan Cziráky
- (určitě 1874, 1877, 1880, 1883) Ladislav Szőgyényi-Marich (Marics) de Magyar-Szőgyény Szolgaegyház
- (určitě 1886, 1889) Emanuel Péchy de Péch-Ujfalva
- (určitě 1891) neobsazeno
- (určitě 1892, 1894) Vojtěch z Orczy
- (určitě 1897, 1900, 1903) Aladár Andrássy de Csik-Szent-Király et Krasznahorka
- (určitě 1906, 1909, 1912) Alexandr Apponyi z Nagy-Appony
- (určitě 1915, 1918) Pavel Festetics de Tolna